# Фев
Фев (фр. Fèves) — коммуна на северо-востоке Франции, регион Гранд-Эст (бывший Эльзас — Шампань — Арденны — Лотарингия), департамент Мозель. Входит в кантон Маранж-Сильванж.

## География
Фев расположен в 280 км к востоку от Парижа и в 10 км к северо-западу от Меца. 

## История
- Входил в бывшую провинцию Барруа.
- В 1129 году аббатство Сен-Пьермон основало здесь приорий с часовней и фортифицированной усадьбой.
- В 1539 году вошёл в Лотарингию.
- После поражения Франции во франко-прусской войне 1870—1871 годов вместе с Эльзасом и департаментом Мозель был передан Германии по Франкфуртскому миру и был частью Германии до 1918 года, когда по Версальскому договору вновь перешёл к Франции.
- Коммуна была разрушена в ходе Второй мировой войны при освобождении Франции.

## Демография
По переписи 2011 года в коммуне проживало 907 человек.

## Достопримечательности

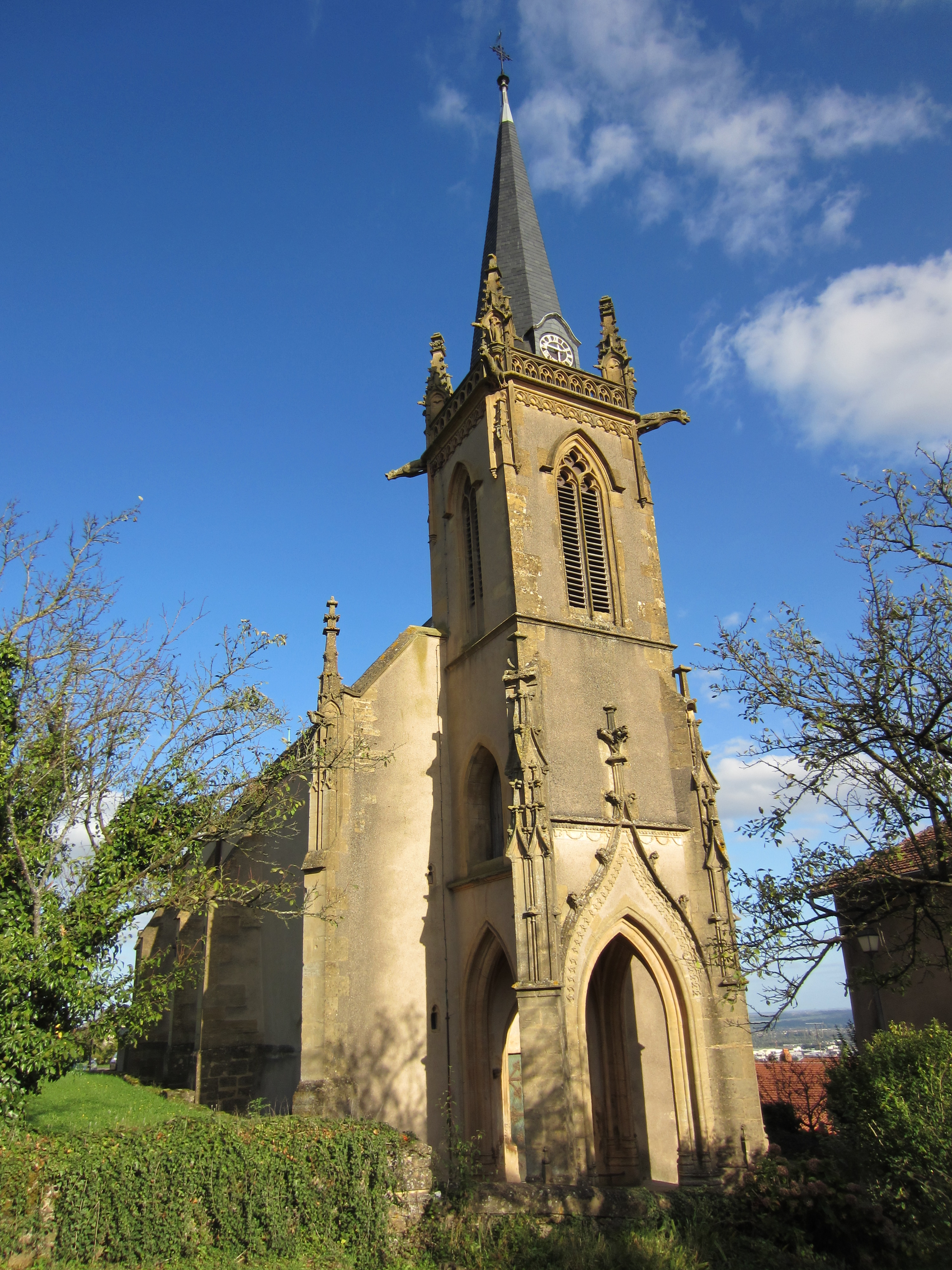
Церковь Нотр-Дам.

- Церковь Нотр-Дам (1523).
- Пресбитерианская церковь (1551).